# Người Sán Dìu
Người Sán Dìu (hoặc Sán Déo, Trại, Trại Đất, Mán quan cốc, San Déo Nhín, tiếng Trung: 山由族; bính âm: Shān yóu zú; Việt bính: saan1 jau4 zuk6; Hán Việt: Sơn Dao tộc) là một dân tộc thiểu số trong số 54 dân tộc tại Việt Nam sinh sống trên địa bàn miền trung du của một số tỉnh miền Bắc Việt Nam như Vĩnh Phúc, Tuyên Quang, Thái Nguyên, Bắc Giang, Quảng Ninh...